# Landtagswahl in Südtirol 2008
- Verdi Grüne Vërc/Bürger-Liste Civiche: 2
- Partito Democratico: 2
- Südtiroler Volkspartei: 18
- Die Freiheitlichen: 5
- Süd-Tiroler Freiheit: 2
- Union für Südtirol: 1
- Lega Nord: 1
- Popolo della Libertà: 3
- Unitalia: 1

Die Südtiroler Landtagswahl 2008 fand am 26. Oktober 2008 statt. Gewählt wurden 35 Abgeordnete zum Südtiroler Landtag. Die Wahlbeteiligung lag bei 80,1 Prozent. Am selben Tag fand auch die Wahl zum Trentiner Landtag statt. Südtiroler und Trentiner Landtag bildeten anschließend gemeinsam den 70 Mandate umfassenden Regionalrat Trentino-Südtirol.
Die XIV. Legislaturperiode begann am 18. November 2008 und endete am 21. November 2013. Am 18. Dezember 2008 wählte der Landtag die Südtiroler Landesregierung (Kabinett Durnwalder V).

## Wahlergebnis
| Partei                                | Stimmenanzahl | Prozent | Mandate |
| ------------------------------------- | ------------- | ------- | ------- |
| Südtiroler Volkspartei                | 146.545       | 48,1 %  | 18/35   |
| Die Freiheitlichen                    | 43.614        | 14,3 %  | 5/35    |
| Popolo della Libertà                  | 25.294        | 8,3 %   | 3/35    |
| Partito Democratico                   | 18.139        | 6,0 %   | 2/35    |
| Verdi Grüne Vërc/Bürger-Liste Civiche | 17.743        | 5,8 %   | 2/35    |
| Süd-Tiroler Freiheit                  | 14.888        | 4,9 %   | 2/35    |
| Union für Südtirol                    | 7.048         | 2,3 %   | 1/35    |
| Lega Nord                             | 6.411         | 2,1 %   | 1/35    |
| Unitalia                              | 5.688         | 1,9 %   | 1/35    |
| Italia dei Valori                     | 5.009         | 1,6 %   | 0/35    |
| Unione di Centro                      | 3.792         | 1,2 %   | 0/35    |
| Bürgerbewegung                        | 3.622         | 1,2 %   | 0/35    |
| Ladins Dolomites                      | 3.334         | 1,1 %   | 0/35    |
| Linke für Südtirol                    | 2.226         | 0,7 %   | 0/35    |
| Partito dei Comunisti Italiani        | 1.262         | 0,4 %   | 0/35    |

## Fraktionswechsel während der Legislaturperiode
- Der Abgeordnete Alessandro Urzì verließ 2011 die Fraktion des Popolo della Libertà und gründete die Fraktion Futuro e Libertà, die er 2013 in L’Alto Adige nel cuore umbenannte.
- Der Abgeordnete Mauro Minniti verließ 2013 die Fraktion des Popolo della Libertà und gründete die Fraktion La Destra.
- Der Abgeordnete Thomas Egger verließ 2013 die Fraktion der Freiheitlichen und gründete die Fraktion Wir Südtiroler.

## Historische Bedeutung
Das erste Mal in ihrer Geschichte fiel die SVP unter die 50-%-Marke, konnte jedoch die absolute Mehrheit im Landtag verteidigen. Die Gewinner der Wahl waren die separatistischen Parteien, die Freiheitlichen gewannen über 9 % und 3 Mandate hinzu, die Südtiroler Freiheit konnte aus dem Stand fast 5 % und 2 Sitze gewinnen. Die im Mitte-Rechts-Lager eingebundene Lega Nord zog zum ersten Mal seit 15 Jahren in den Landtag ein.